# Grądzik (Górowo Iławeckie)
Grądzik (deutsch Grünhöfchen) ist ein Ort in der polnischen Woiwodschaft Ermland-Masuren. Er gehört zur Gmina Górowo Iławeckie (Landgemeinde Landsberg (Ostpreußen)) im Powiat Bartoszycki (Kreis Bartenstein (Ostpr.)).

## Geographische Lage
Grądzik liegt wenige hundert Meter südlich der polnischen Staatsgrenze zur russischen Oblast Kaliningrad (Gebiet Königsberg (Preußen)) in der nördlichen Mitte der Woiwodschaft Ermland-Masuren. Bis zur früheren und heute auf russischem Hoheitsgebiet gelegenen Kreisstadt Preußisch Eylau (russisch Bagrationowsk) sind es drei Kilometer in nordöstlicher Richtung. Die heutige Kreismetropole Bartoszyce (deutsch Bartenstein) liegt 19 Kilometer in südöstlicher Richtung entfernt.

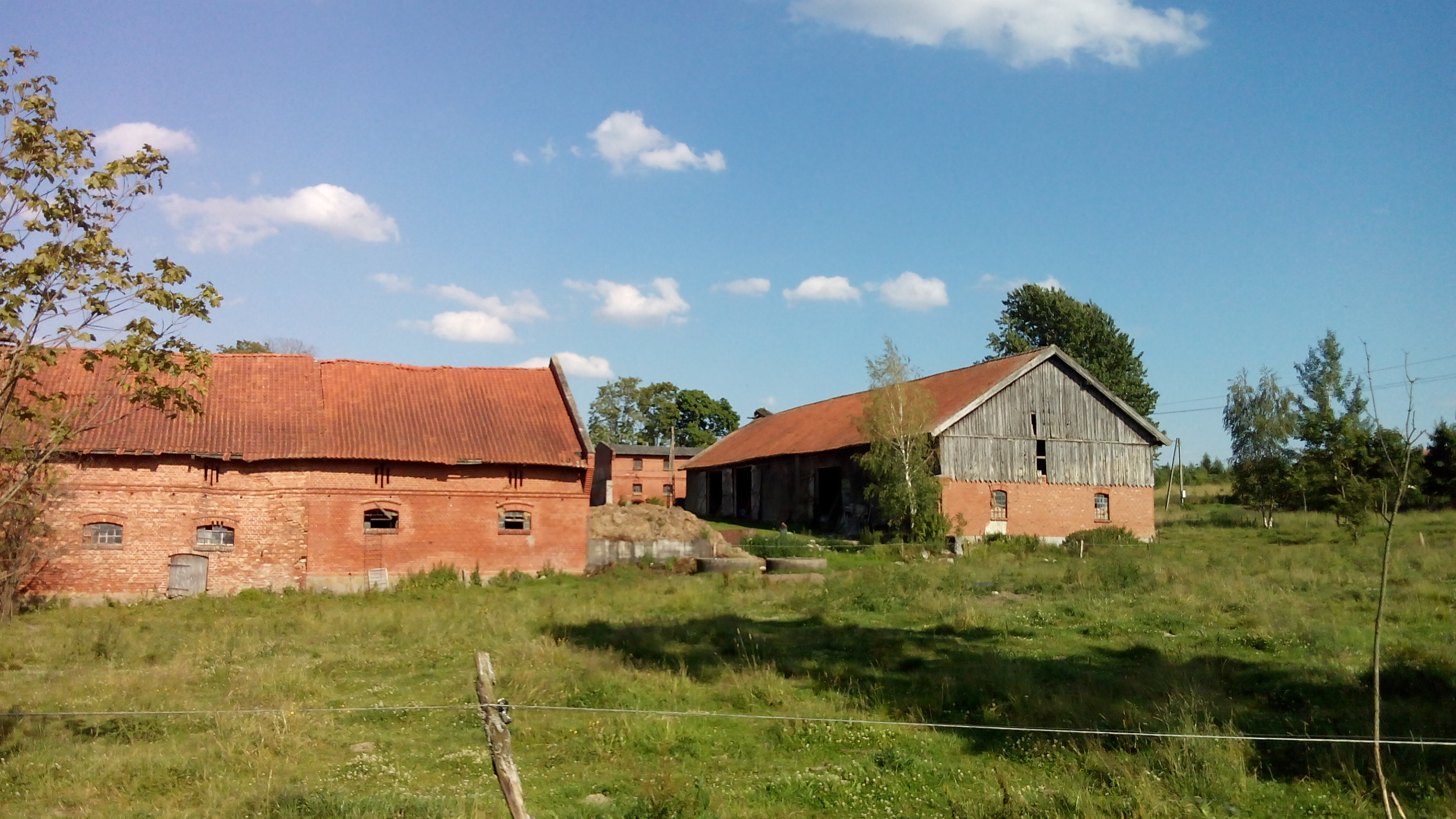
Landwirtschaftliches Anwesen mit Weißstorchnenest in Grądzik

## Geschichte
Das kleine auf ausgehauenem Weideland gegründete Gut Grünhöffchen wurde 1719 erstmals erwähnt und nach 1762 Gruenhoefchen und nach 1836 Grünhöfchen genannt. Im Vorfeld der Schlacht bei Preußisch Eylau im Jahre 1807 spielte Grünhöfchen und seine Umgebung insofern eine besondere Rolle, als sich am Vortag der Schlacht Kaiser Napoleon mit seiner Garde hier aufgehalten und übernachtet haben soll.
Im Jahre 1820 wurde Grünhöfchen als köllmisches Gut mit zwei Feuerstellen bei 15 Einwohnern genannt. Es gehörte zu dem 1817 in Gut Henriettenhof umbenannten Gut Preußisch Eylau, das nun im Privatbesitz stand und deren Besitzer, Amtmann Heinrich Sigismund Valentini, ihm den Namen seiner Ehefrau Henriette gegeben hatte.
Als 1874 der Amtsbezirk Henriettenhof im ostpreußischen Kreis Preußisch Eylau errichtet wurde, wurde das Gut Grünhöfchen zusammen mit dem Nachbargut Heinrichswalde (polnisch Wężykowo) als Teile des Gutsbezirks Henriettenhof eingegliedert. Am 6. März 1876 wurde aus den Vorwerken Heinrichswalde und Grünhöfchen der neue Gutsbezirk Heinrichswalde gebildet und als solcher in den Amtsbezirk Henriettenhof (1928 in „Amtsbezirk Althof“ umbenannt) aufgenommen. Grünhöfchen selbst zählte 1885 bei einem Wohngebäude nur noch neun Einwohner.
Um 1900 kaufte der Güteragent Mulack aus Landsberg (Ostpreußen) (polnisch Górowo Iławeckie) Heinrichswalde und Grünhöfchen auf. Er baute Grünhöfchen mit Gutshaus, Ställen, Scheunen und Insthäusern neu auf. Danach verkaufte er es mit 400 Morgen an Martin Zimmermann in Königsberg (Preußen) (russisch Kaliningrad). Schließlich erwarb eine Familie Hartmann das Gut, in deren Eigentum es bis 1945 blieb.
Am 30. September 1928 veränderte sich für Grünhöfchen wieder einmal die Zugehörigkeit: Als Teil des Gutsbezirks Heinrichswalde schloss sich das Gut Grünhöfchen mit den Landgemeinden Tenknitten (russisch Muromskoje) und Schewecken (polnisch Żywkowo) sowie dem Waldhaus Schwadtken (polnisch Świadki Iławeckie) zur neuen Landgemeinde Tenknitten zusammen.
Als 1945 in Kriegsfolge Ostpreußen geteilt wurde, gehörte Grünhöfchen zum südlichen Teil und kam somit zu Polen. Der kleine Ort erhielt die polnische Namensform „Grądzik“ und war letzter Ort vor der polnisch-russischen Grenze, an der es hier keine Grenzübergangsstelle gibt. War Grądki auch für kurze Zeit zunächst in den Powiat Iławski eingegliedert, so gehört der Ort nun zum Powiat Bartoszycki (Kreis Bartenstein (Ostpr.)) innerhalb der Woiwodschaft Ermland-Masuren. Hier ist er als Ortsteil des Sołectwos (= „Schulzenamt“) Żywkowo (Schewecken) der Landgemeinde Górowo Iławecki (Landsberg (Ostpreußen)) zugeordnet.

## Kirche
Bis 1945 war Grünhöfchen in die evangelische Kirche Preußisch Eylau in der Kirchenprovinz Ostpreußen der Kirche der Altpreußischen Union, außerdem in die römisch-katholische Kirche der Kreisstadt im damaligen Bistum Ermland eingepfarrt.
Heute gehört Grądzik katholischerseits zur Pfarrei in Gałajny (Gallehnen) im jetzigen Erzbistum Ermland, evangelischerseits zur Kirchengemeinde Bartoszyce (Bartenstein), die jetzt eine Filialgemeinde der Kirche St. Johannes in Kętrzyn (Rastenburg) in der Diözese Masuren der Evangelisch-Augsburgischen Kirche in Polen ist.

## Verkehr
Grądzik ist der Grenz-Endpunkt der polnischen Woiwodschaftsstraße 511, die von Lidzbark Warmiński (Heilsberg) über Górowo Iławeckie (Landsberg (Ostpreußen)) nach hier führt – entlang der Trasse der einstigen deutschen Reichsstraße 134. Zwei Nebenstraßen aus der Nachbarregion enden ebenfalls in Grądzik.
Bestand bis 1945 in Preußisch Eylau Anschluss an die jetzt russische Bahnstrecke Kaliningrad–Bagrationowsk zur Weiterfahrt auf der nun polnischen Bahnstrecke Głomno–Białystok, so ist Grünhöfchen jetzt vom Bahnverkehr abgetrennt.